# Station Darlington
Darlington is een spoorwegstation van National Rail aan de East Coast Main Line in Darlington, Darlington in Engeland. Het station is eigendom van Network Rail en wordt beheerd door London North Eastern Railway.
Het station is Grade II* listed.

## Galerij

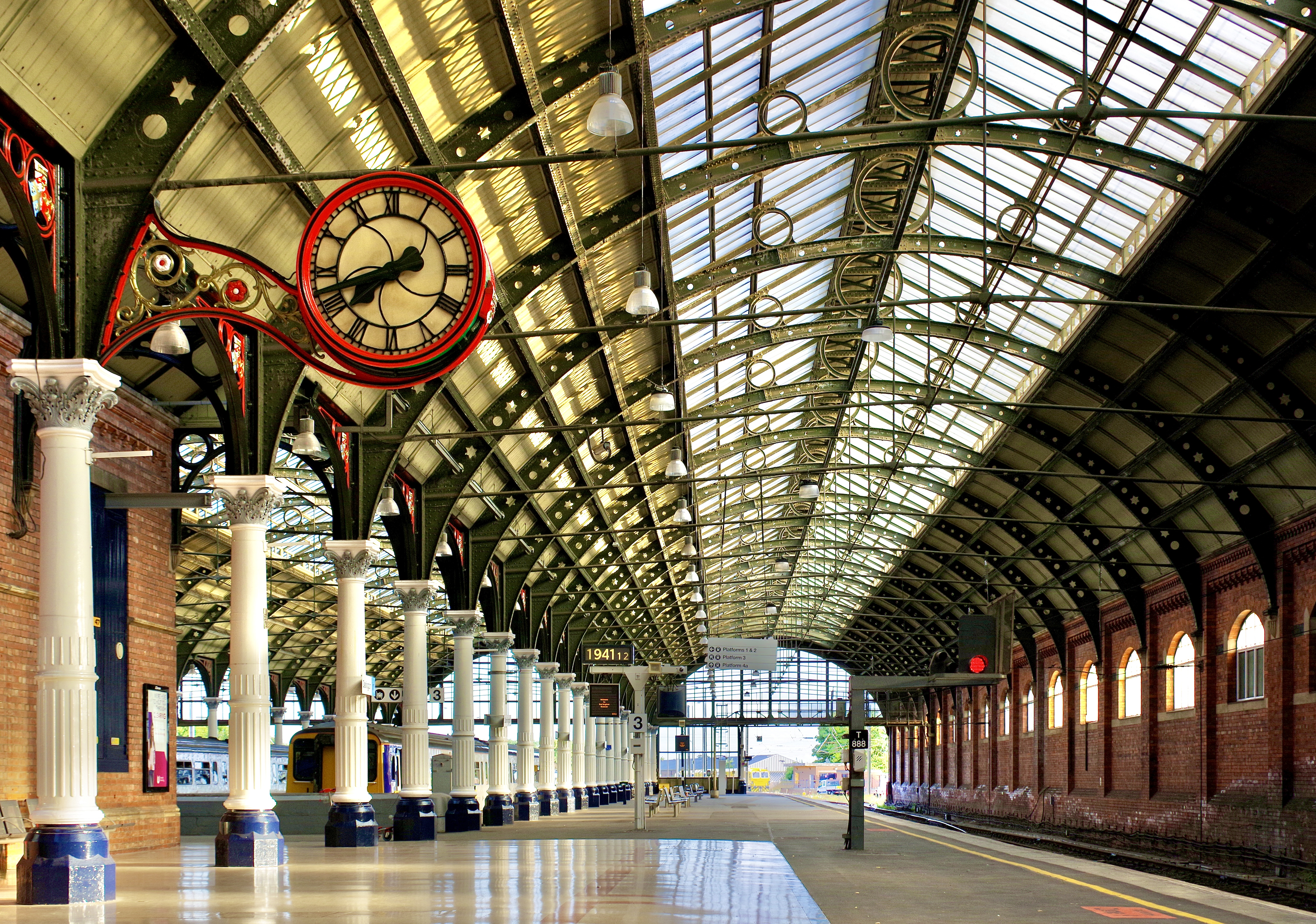
Kijkend langs de treinloods op het treinstation van Darlington.
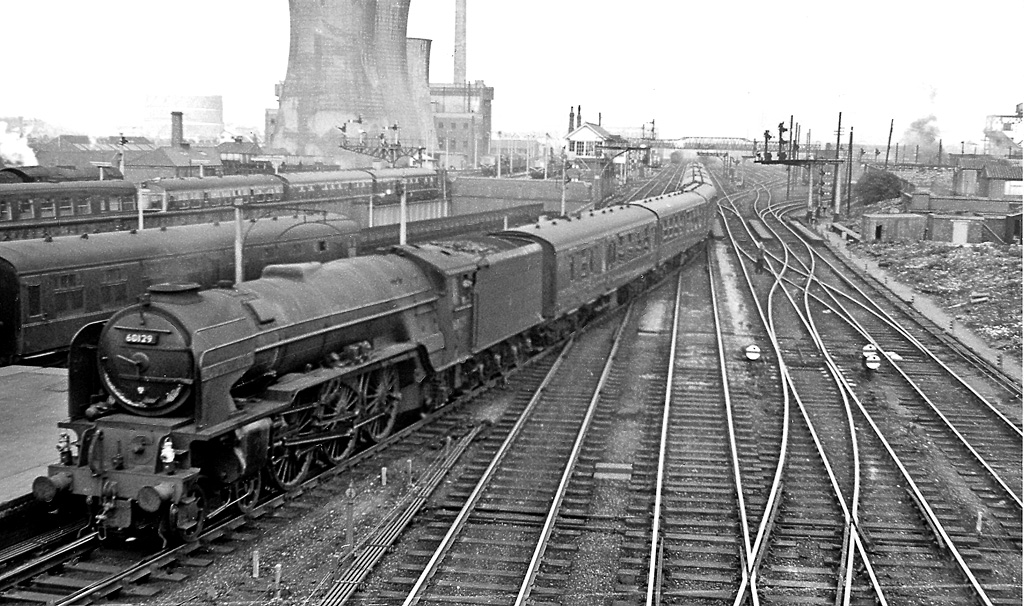
60129 Guy Mannering komt het station binnen in 1961
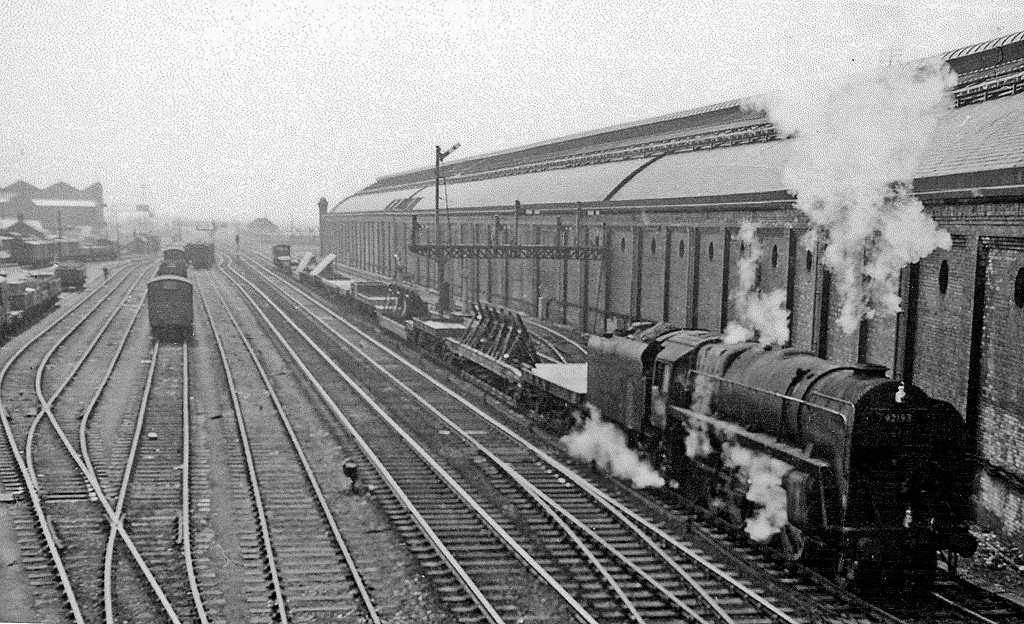
Vrachtvervoer langs het station in 1961
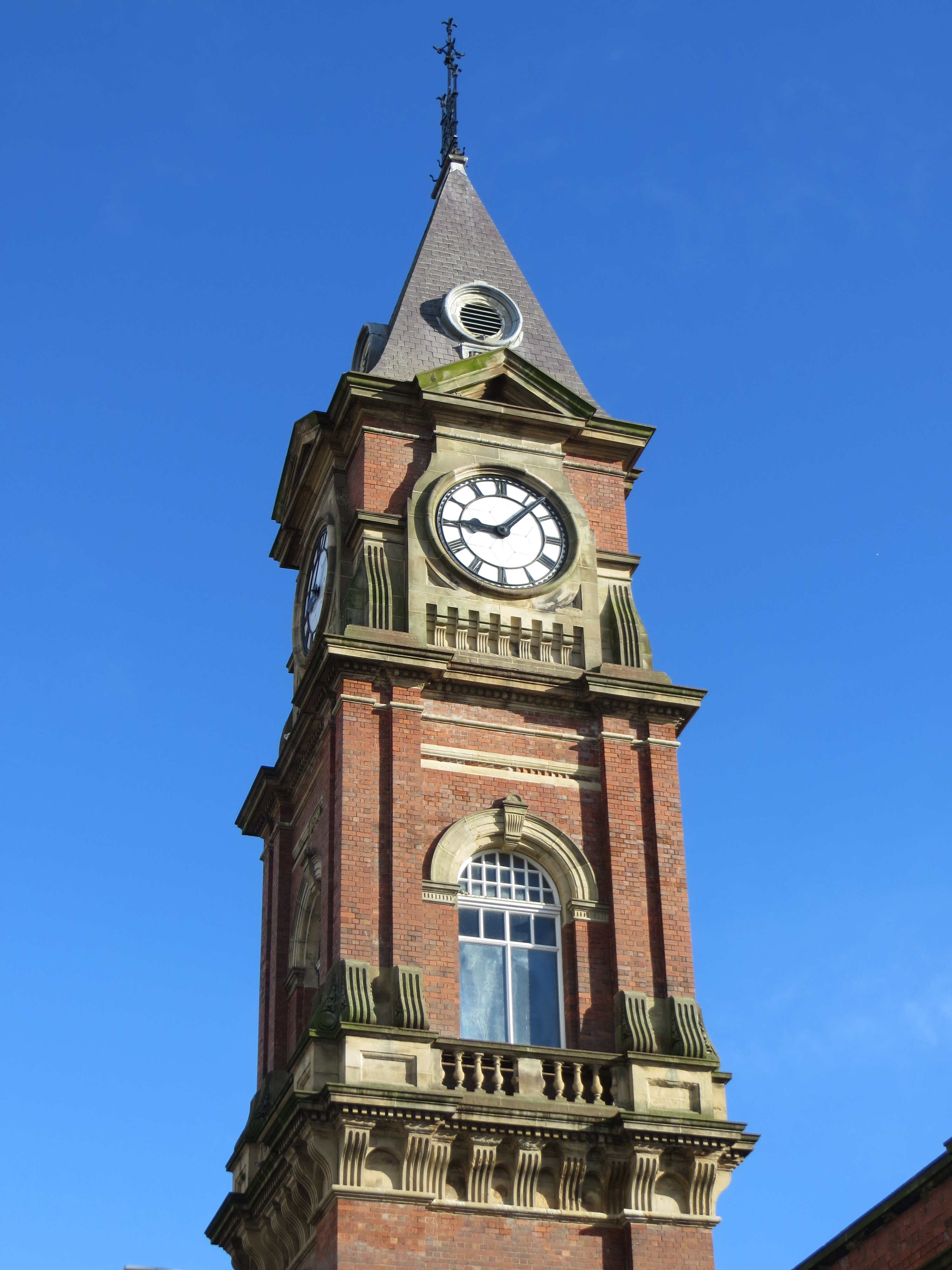
Klokkentoren